# Conflicto de La Pedrera
El conflicto de La Pedrera, también conocido como el asalto de La Pedrera o el conflicto peruano-colombiano de 1911, fue un conjunto de escaramuzas en el río Caquetá presentadas en 1911 entre Colombia y Perú por la posesión territorial de una amplísima zona de la selva del Amazonas. Ninguno de los dos países reconoce en estos hechos la existencia de una guerra, por el contrario, historiadores de ambas nacionalidades han optado por minimizar estos hechos, refiriéndose a ellos como un pequeño conflicto entre naciones hermanas.

## Antecedentes

### Época colonial
A principios del siglo XVIII, los dominios coloniales españoles en América estaban divididos en dos grandes virreinatos: el de Nueva España y el del Perú. En 1717 se erigió por Real Cédula el Virreinato de Nueva Granada. Sería disuelta temporalmente el 5 de noviembre de 1723 y sus territorios reincorporados al Virreinato del Perú. Pero en 1739 se restableció nueva y definitivamente, con los mismos territorios y derechos que tenía según la Real Cédula de 1717.
El rey Carlos IV, dictó una Real Cédula el 15 de julio de 1802, según la cual, el Gobierno de Maynas y el Gobierno de Quijos, así como las misiones establecidas en los ríos que desembocan en el Marañón, que pertenecían hasta entonces al territorio de la Real Audiencia de Quito y (por consiguiente) al Virreinato de Nueva Granada, pasaban a la jurisdicción política y eclesiástica del Virreinato del Perú. Tras la guerra de independencia, se propuso que los países hispanoamericanos emancipados conservasen las antiguas fronteras de las colonias del Imperio español en América. Es decir, que los nuevos Estados surgidos tendrían como fronteras las que le corresponderían de las colonias españolas en el año 1810, provisionalmente hasta la existencia de un Tratado, alegando el año 1810 como el último de la monarquía española para la posesión legítima de sus dominios americanos.

### Independencia de Colombia y el Perú
En 1819, se efectuó la independencia de la Gran Colombia, con los territorios pertenecientes al antiguo Virreinato de Nueva Granada (Cundinamarca, Quito y Venezuela), el Congreso de este país dictó una ley de división del territorio de la República: esta sería conformada por tres distritos: Distrito del Norte, del Centro y del Sur. En este último se encontraba incluida la provincia de Jaén de Bracamoros y la Comandancia General de Maynas.
Después de la llegada del General José de San Martín al Virreinato del Perú en 1820, los patriotas peruanos marcharon hacia Moyobamba, capital de Maynas, y derrotaron a los realistas en la batalla de Higos Urco, el 6 de junio de 1821. La jura de la independencia de Maynas se llevó a cabo en Moyobamba, el 19 de agosto de 1821. El 26 de abril de 1822, el presidente peruano Marqués de Torre Tagle, transformó la Comandancia General de Maynas en el Departamento de Quijos y Maynas, con derecho a elegir diputados al Congreso del Perú, pero esto nunca llegó a cristalizarse. En 1825 Maynas pasó a integrar el departamento peruano de Trujillo.

### Guerra grancolombo-peruana
Una vez consolidada la independencia, ambas repúblicas empezaron a disputarse la posesión de Jaén y Maynas. Luego de diversos desaires diplomáticos, el Congreso peruano autorizó al presidente José de La Mar a tomar medidas militares. Sin embargo, el libertador Simón Bolívar –entonces presidente de la Gran Colombia– se adelantó declarando la guerra al Perú, el 3 de julio de 1828.
La marina peruana bloqueó la costa pacífica grancolombiana y asedió el puerto de Guayaquil, ocupándola el 19 de enero de 1829. El ejército peruano ocupó Loja y Azuay. A pesar de estos éxitos, la guerra terminó cuando el ejército peruano fue derrotado en el Portete de Tarqui, el 27 de febrero de 1829; y con la firma del Convenio de Girón, al día siguiente, que estipulaba la desocupación de Guayaquil y Loja porque «Colombia no consentirá firmar un tratado mientras tropas enemigas ocupen su territorio». Este punto es destacable, pues implícitamente Colombia no consideraba como territorio suyo a Jaén y Maynas, al no exigir su desocupación. Finalizado este conflicto, se realizaron varias negociaciones con el propósito de demarcar la frontera común, que se interrumpieron durante la disolución de la Gran Colombia, pero prosiguieron con la República de la Nueva Granada.

### La fiebre del caucho

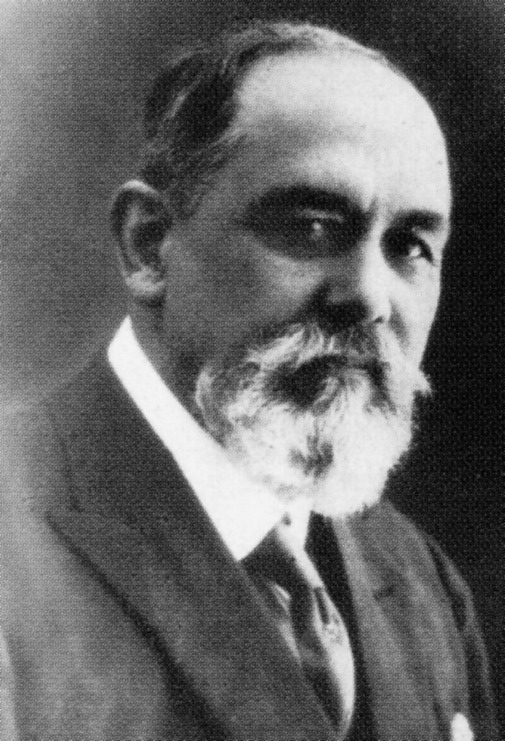
Julio César Arana, empresario cauchero peruano, con intereses en la zona del Putumayo.

A principios del siglo XX, mientras Colombia sufría la Guerra de los Mil Días, la explotación del caucho se encontraba en pleno auge y algunas empresas como la Casa Arana, iniciada en 1901 bajo el mando del comerciante cauchero peruano Julio César Arana, era poseedora de amplios territorios caucheros desde el Amazonas hasta el actual territorio colombiano. Sus enormes éxitos comerciales lo empujaron a crear una empresa con el nombre de Peruvian Amazon Rubber Company, con participación de capitales británicos y con sede en Londres. Benjamín Saldaña Roca presentó una denuncia penal en Iquitos contra los empleados de la empresa de Arana, acusándolos de cometer crímenes contra los indígenas del Putumayo, tales como violaciones, torturas, mutilaciones y asesinatos. Sin embargo, con el pretexto de que, debido al modus vivendi pactado el año anterior, las autoridades peruanas no tenían autoridad sobre la zona comprendida entre el Putumayo y el Caquetá, la denuncia se archivó. No obstante, la prensa mundial publicó los crímenes contra los indígenas, cometidos en esa zona tanto por peruanos como por colombianos. Como estos hechos fueron realizados por empleados de una empresa de capitales británicos, el Reino Unido envió a Sir Roger Casement, cónsul británico en Manaus, a investigarlos. El informe de Casement fue presentado a inicios de 1911, y en él describió las prácticas de la casa Arana. El reclutamiento de nativos a manos de los peruanos y colombianos, la esclavitud, la explotación sexual de las mujeres y la muerte de miles de indígenas amazónicos. El escritor colombiano José Eustasio Rivera en su libro La Vorágine describió los crímenes y aberraciones ocurridas en la Casa Arana.

### Acontecimientos previos al conflicto
A partir de 1904, se presentaron los acuerdos denominados modus vivendi, los cuales se extendieron durante ocho años más. Dichos acuerdos resultaron ser nefastos para Colombia, ya que los peruanos, a pesar de la vigencia de estos acuerdos, continuaron ocupando la región que pretendían y explotando el caucho, mientras que los colombianos no obtuvieron ningún beneficio de dicha zona.
Según Carlos Valverde, escritor y diputado peruano por la provincia del Huallaga, el anhelo de los peruanos de que su límite con Colombia fuera el Caquetá, no les daba derechos sobre este territorio, por esta razón, en ningún modus vivendi se señaló como límite entre Colombia y Perú el río Caquetá:

[...] Nuestra pretensión máxima sobre el Caquetá ha constituido siempre, tan solo un anhelo romántico, pues todos nuestros anteriores gobiernos que pactaron protocolos de "modus vivendi" para fijar una línea fronteriza provisional, nunca tomaron la línea del río Caquetá, cuando negociaban con Colombia. Todos los protocolos que se han suscrito, han señalado, en forma casi invariable, al río Putumayo como línea de frontera, habiendo llegado hasta el caso de admitir el río Napo, como límite de la soberanía peruana por el norte.

El 6 de mayo de 1904 se firmó en Lima el Protocolo Pardo-Tanco Argáez, entre el canciller peruano José Pardo y Barreda y el ministro plenipotenciario colombiano en el Perú Luis Tanco Argáez, sometiendo al arbitraje del Rey de España la cuestión limítrofe. Según este acuerdo, se establecería una zona neutral comprendida entre los ríos Caquetá o también llamado Yapurá y Napo, y Colombia ejercería dominio hasta el primer río y el Perú ejercería su dominio hasta el segundo.
La Cancillería colombiana no aprobó estos pactos y adujo que Tanco Argáez carecía de instrucciones. Estableció comisaría y aduanas en el Putumayo y en el Caquetá, a la vez que concedió tierras en la zona de este último río, con daño para los intereses de la Casa Arana.
En 1905 el Perú envió una delegación a Bogotá, encabezada por Hernán Velarde. El 12 de septiembre de ese año se firmaron los Tratados Velarde-Calderón-Tanco, entre el plenipotenciario peruano Hernán Velarde, el canciller colombiano Clímaco Calderón y el ministro plenipotenciario colombiano en el Perú Luis Tanco Argáez, por los cuales se entregaba el pleito de límites al arbitraje del sumo pontífice y se establecía un statu quo y un modus vivendi en la región materia de disputa. En esta ocasión, ambos países acordaron que su límite provisional sería el río Putumayo. El Congreso colombiano aprobó los Tratados, pero en el peruano la Comisión Diplomática del Congreso (integrada por Manuel Irigoyen, Enrique de la Riva-Agüero, Manuel Pablo Olaechea, José Antonio de Lavalle y Pardo, Carlos Forero y Mariano Velarde Álvarez) emitió dictamen favorable con fecha 10 de diciembre de 1906. Pero, hasta octubre de 1907, cuatro legislaturas, entre ordinarias y extraordinarias, pasaron sin que aquellos pactos fueran sometidos al voto parlamentario. Según una autorizada versión oral, la casa Arana continuó haciendo contra ellos enérgica oposición y amenazó al gobierno peruano con un movimiento subversivo.
A la espera de la aprobación de los Tratados de 1905, el 6 de julio de 1906 se firmó en Lima el Convenio Prado-Valverde Tanco, entre el canciller peruano Javier Prado y Ugarteche, el plenipotenciario peruano Hernán Velarde y el ministro plenipotenciario colombiano en el Perú Luis Tanco Argáez. En este acuerdo Colombia y Perú renunciaron a la línea del Putumayo. Por esta razón, ambos gobiernos retiraron de esa zona sus respectivas guarniciones militares, así como todas las autoridades civiles y aduaneras.
En octubre de 1907, Colombia declaró intempestivamente terminado el modus vivendi de 1906 y anunció que volvería a ejercer jurisdicción sobre el Putumayo. Como consecuencia de ello, se produjeron en 1908 una serie de incidentes armados entre peruanos y colombianos en la zona.
En 1910 fue propuesto el Convenio Calderón-Tezanos Pinto, entre el canciller colombiano Clímaco Calderón y el ministro plenipotenciario peruano Ernesto de Tezanos Pinto, pero no fue aceptado.
José Isaías Gamboa fue un General que participó en la Guerra de los Mil Días, por esta razón era uno de los más opcionados para liderar la campaña de colonización hacia el Caquetá, la cual tenía por objetivo impedir que las tropas peruanas siguieran avanzado al territorio colombiano. Para el momento en que se tenía que colonizar el Caquetá, el General Gamboa estaba terminando un curso de aplicación en la Escuela Superior de Guerra en Bogotá, desde allí fue enviado a La Pedrera el 10 de diciembre de 1910, con el General Gabriel Valencia como único refuerzo, sin contar con los recursos ni hombres suficientes para llevar a cabo su labor. Debido a la falta de recursos surgieron varios problemas durante el viaje y la tropa se demoró más tiempo del previsto. Solo el 11 de abril de 1911 lograron llegar a La Pedrera, en donde se encontraba instalada la aduana colombiana. Inmediatamente inició labores de reconocimiento de terreno, defensa y establecimiento del hospital.
La tropa colombiana establecida en La Pedrera creó un campamento permanente, con una trocha de 6 kilómetros, un terreno de 3.000 metros cuadrados para cultivos y un conjunto de trincheras. La mayoría de los soldados colombianos se enfermaron de paludismo, fiebre amarilla o leishmaniasis por lo que la tropa contaba al momento del enfrentamiento con 11 enfermos, 22 moribundos, 34 fuera de combate.

## El asalto de La Pedrera

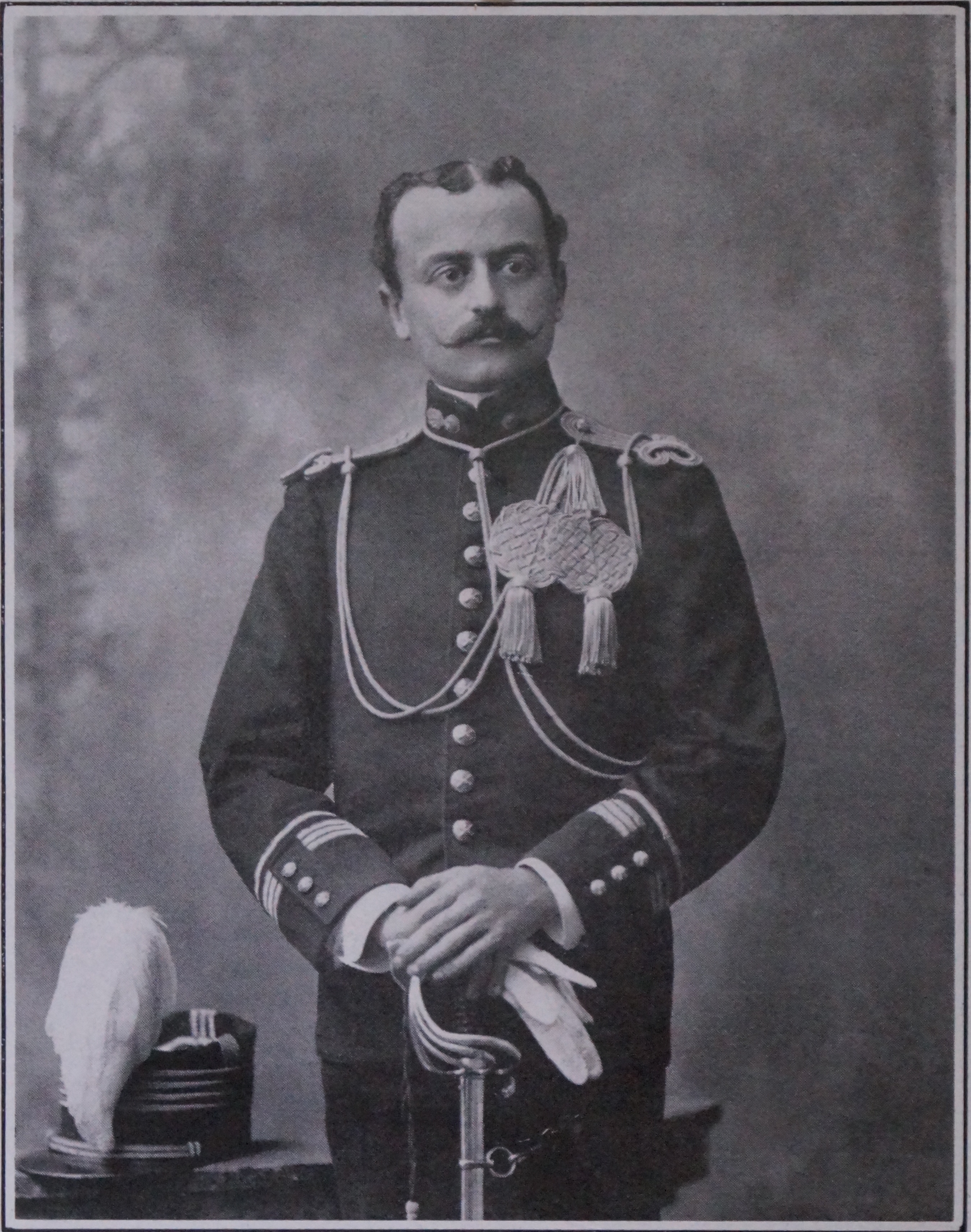
Óscar Raimundo Benavides, militar peruano que comandó las fuerzas peruanas en el conflicto de La Pedrera.

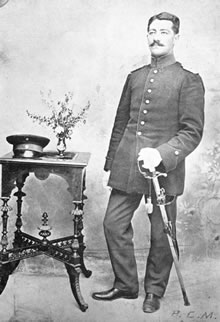
El General colombiano José Isaías Gamboa.

En efecto, el 10 de julio de 1911 se llevó a cabo un enfrentamiento entre colombianos y peruanos. Las versiones de Colombia y Perú sobre quién inició las hostilidades solo coinciden en las fechas en que tuvieron lugar los encuentros.

### Versión colombiana
De acuerdo con la versión colombiana, se desató cuando las tropas peruanas iniciaron la invasión del territorio colombiano que estaba a cargo del General Gamboa.
El día 10 de julio arribaron cuatro cañoneras peruanas a La Pedrera, con aproximadamente 500 hombres, mientras el general Gamboa tenía a su cargo tan solo 63.
El teniente coronel Óscar Raimundo Benavides, quien estaba a cargo de las tropas peruanas, le envió un comunicado con el subteniente Alberto Bergerie, pidiéndole abandonar la parte derecha del río Caquetá:

Señor General Comandante de las fuerzas Colombianas.

Habiendo encontrado el Caquetá peruano o sea la margen derecha de esta margen de este río ocupada por fuerzas colombianas que Ud. Comanda, veome (sic) en el caso de notificarlo, para que dichas tropas desocupen la margen citada, en el término de dos horas, que comenzaran a contarse desde el momento de la entrega de esta intimación. Transcurrido el lapso sin que se haya procedido a la desocupación que exijo, me veré precisado en emplear la fuerza para hacer respetar la integridad nacional de mi patria. Creo que solo un error involuntario haya podido dar lugar a que usted y sus tropas ocupen la margen derecha del río Caquetá y no la izquierda (sic), pues los derechos de mi patria sobre la primera, por no ser posible ni siquiera discutirlos han sido siempre y son reconocidos por las demás naciones.
Las buenas relaciones y simpatía que han unido siempre al Perú y Colombia, me hacen creer en el error citado y es por esta consideración que ofrezco a usted todas las facilidades necesarias como lanchas y demás medios de que puedo disponer para que la tropa a su mando verifique su traslación a la margen izquierda de este río.
Advierto a usted que todo movimiento de tropas en su campamento que pueda hacerse suponer preparación para resistir a la intimación que hago, la considerare como un acto hostil y procederé en consecuencia.
Igualmente hago saber a usted que el oficial nombrado para la entrega de esta intimación y que dirá a usted a qué horas termina el plazo que doy para la desocupación, deberá encontrarse de regreso de su comisión, a bordo de esta cañonera a treinta minutos después de su partida y que no dudo que dada la cultura del Ejército Colombiano, se le guarden todas las consideraciones que en todo caso merece un oficial.
Dios guarde a usted,
Comandante Oscar R. Benavides.

El general Gamboa designó al practicante de medicina José Vicente Garcés para que llevara su respuesta al teniente coronel Benavides, en la cual argumentó que a Colombia le pertenecía esa parte y que no la abandonarían. Agregó que en ese lugar estaba ubicada la aduana colombiana y que solo obedecían órdenes del gobierno colombiano:

Señor Comandante de las Fuerzas del Perú.

Doy a usted contestación de su atento oficio, en que me intima la desocupación inmediata de la margen derecha del Caquetá, señalándome el término de dos horas para verificarla. Me permito decir a usted que hace más de un año se fundó en este puerto una aduana colombiana la que ha funcionado tranquilamente, con el reconocimiento del Brasil.
La ocupación militar la hice por autorización del gobierno de mi patria y no podré desocuparla sin su consentimiento, pues de lo contrario desobedecería la orden recibida y por otra parte implicaría una falta al cumplimiento de mi deber como jefe del ejército y como colombiano.
Soy de opinión si usted lo estima conveniente, que enviemos a la ciudad de Manaos dos comisionados a fin de que las cancillerías de Colombia y el Perú tengan conocimiento de tan delicado asunto y eviten de este modo un conflicto de graves consecuencias para las dos repúblicas que nacieron y se liberaron juntas.
Advierto a usted que impediré todo desembarco de tropas peruanas que traten de verificar en este puerto, sin orden expresa de mi gobierno y que todo intento lo rechazare violentamente con las armas. Espero reciprocidad a las consideraciones que deben guardarse al comisionado, quien me traerá su última determinación.
Dios guarde a usted,
José Isaías Gamboa.

Para el teniente coronel Benavides la respuesta del General Gamboa significaba que las acciones de tipo psicológico que había desarrollado no habían sido eficaces del todo, pues los colombianos no solo no se rendían sino que se mostraban desafiantes, aunque no descartó que fuera una maniobra para dar paso a una resistencia simbólica y muy breve, luego de la cual el combate pudiera finalizar con honor por parte de los colombianos sin mayores daños para los dos bandos. Por ello después de enterarse del contenido de la misiva, habló con el practicante Garcés diciéndole:

No veo el objeto que ustedes se sacrifiquen inútilmente. Sé que la guarnición colombiana no llega a 80 hombres, que casi todos están enfermos y agotados por el clima, que no tiene artillería y que carece también de embarcaciones, lo estoy viendo yo mismo con mis propios ojos. En estas condiciones me parece un suicidio luchar contra la fuerza y los elementos de que yo dispongo.

Haciendo caso omiso de la petición presentada por el teniente coronel Benavides, el general Gamboa planeó la defensa con los pocos hombres que le quedaban. Esta consistía en establecer tres anillos de seguridad: en el primero puso a los hombres más sanos, luego a los que se encontraban en cuidados intermedios y por último a los moribundos. Esta estrategia funcionó los dos primeros días del enfrentamiento, logrando mantener a su batallón indemne, no obstante, era consciente y realista de la situación. Enfermo como se encontraba en esos días, ordenó la retirada. A pesar de las pésimas condiciones y con los pocos recursos con que fue enviado, encontró la manera de sobrevivir junto a sus hombres ante la fuerza de las tropas peruanas y logró retirarse en el momento indicado, cuando no se podía hacer más nada, refugiándose con los pocos supervivientes en una localidad brasileña.
Los refuerzos nunca llegaron porque el gobierno colombiano no los envió a tiempo, como el reducido contingente a órdenes del General Carlos Neira, que por el mar Caribe ingresó al río Amazonas y llegó a Manaos el 16 de julio de 1911, demasiado tarde para apoyar al General Gamboa.
El General Gamboa fue juzgado por abandonar la batalla, sin medir el esfuerzo que tuvo que realizar.

### Versión peruana
De acuerdo con la versión peruana, a principios del año 1911 el gobierno peruano tuvo noticias de que fuerzas del ejército colombiano, sin mediar justificación alguna, se encontraban desde hacía algún tiempo ocupando parte del  territorio peruano situado cerca de la frontera, delimitada por el río Caquetá. Dichas tropas, después de haber sido avisadas por los canales establecidos para estos casos, se negaron a abandonar pacíficamente el sector ocupado, pensando quizás que aquella posesión transitoria iba a tornarse definitiva.
Como consecuencia, el gobierno peruano dispuso la salida de la cañonera América comandada por el Teniente Primero don Manuel Clavero, con la doble misión de efectuar una investigación sobre esta situación y de ejecutar en caso de comprobar la veracidad de la información recibida, la desocupación del territorio ilícitamente apropiado por las fuerzas colombianas. Su consigna fue la de dejar una guarnición militar peruana en dicho lugar, después de desalojar a los ocupantes. Para efectuarlo, debía agotar primero todos los medios pacíficos a su alcance.
Es así como la cañonera América zarpó conjuntamente con las lanchas Loreto, Estefita y Tarapoto, para constituir un convoy y realizar su cometido. Se designó a la Tarapoto como buque-hospital. Las tropas del ejército iban al mando del teniente coronel Óscar Raimundo Benavides, quien era el jefe militar más caracterizado en el convoy.
El 10 de julio de 1911, en las últimas horas de la mañana, arribó el convoy, después de haber surcado el río Caquetá, a las inmediaciones del paraje denominado La Pedrera. Las informaciones coincidían en expresar que en dicho sitio se encontraba el General colombiano José Isaías Gamboa, con su tropa. Clavero y su oficialidad pudieron comprobar lo cierto de la información, al verificar la presencia de soldados colombianos en las inmediaciones.
La versión oficial del Ejército del Perú señala que el efectivo era de 341 hombres, la cual 101 tripulantes de la flotilla y 240 entre oficiales y tropa del Batallón de Infantería N° 9 organizados en 3 compañías de fusileros, una sección de ametralladoras y la banda de músicos. Mientras que la fuerza colombiana se componía de 160 soldados y 101 gendarmes, además de un contingente de más de un centenar de huitotos y uruhuaris.
Tras llegar al objetivo por conquistar, previo ultimátum del jefe de las operaciones militares peruano, se inició el ataque desde las embarcaciones, teniendo a la cañonera América como nave insignia cuyo Comandante era el Teniente Primero Manuel Clavero.
Tras debilitar a los defensores colombianos con el fuego constante del armamento de las fuerzas peruanas desde los navíos y luego de varios intentos fallidos de desembarco, al tercer día de combate, el 12 de julio, no sin grandes dificultades por la geografía, finalmente toca tierra la infantería peruana y se desarrolla el asalto que conquistó el objetivo haciendo que "la guarnición colombiana huyese abandonando material y equipo".
En el recuento final de bajas aparecen el Teniente César Pinglo, el Subteniente Alberto Bergerie y 11 personal de tropa. Se capturaron algunos prisioneros y se izó la bandera peruana, el gobierno colombiano "convino en detener en Manaos la expedición del General Carlos Neira". Luego del victorioso combate, las fuerzas peruanas al mando del teniente coronel Benavides seriamente diezmadas por enfermedades de la zona (como beri-beri y fiebre amarilla), el 20 de octubre abandonan completamente la guarnición de La Pedrera por decisión del gobierno de Leguía, lo que daría pie a una nueva ocupación colombiana en todo el sector del río Caquetá.

## Consecuencias
En Colombia, la casa del embajador peruano fue apedreada el 4 de octubre, más de mil hombres se alistaron voluntarios desde el primer día solo en Bogotá pero el número fue en aumento día por día y ciudad por ciudad. Se dio instrucción de tiro en la Junta Patriótica de Clubes. Mientras tanto el gobierno empezó una batalla diplomática con su canciller Enrique Olaya Herrera.[cita requerida]
El 19 de julio de 1911, una semana después de los enfrentamientos en La Pedrera, el ministro plenipotenciario peruano Ernesto de Tezanos Pinto y el canciller colombiano Enrique Olaya Herrera firmaron el Convenio Tezanos Pinto-Olaya Herrera, por el cual el Perú se comprometió a desviar hasta el Putumayo sus guarniciones, después de haber posesionado y admitido a Colombia en su soberanía sobre el Caquetá, dándole la administración de las aduanas y consintiendo en el establecimiento de una guarnición.
El 6 de noviembre de 1911, se declaró terminado el incidente y se normalizaron las relaciones entre Colombia y el Perú.
El incidente pasó a la historia y con ella al olvido. La Casa Arana no desapareció de forma inmediata a pesar de los escándalos sobre esclavitud con los indígenas uitoto en Inglaterra y en su propio país, ni de la caída del precio del caucho silvestre en favor del caucho de Malasia y Ceilán.
El asalto de La Pedrera confirmó no sólo la superioridad local que poseía Perú en la zona, sino la organizada marina de guerra, que tenía por objetivo cuidar y salvaguardar los puertos peruanos y la defensa de la parte del Amazonas que el Perú reclamaba para sí.
Once años más tarde, después de largas e infructuosas negociaciones entre Colombia y el Perú, el 24 de marzo de 1922 se firmó el Tratado Salomón-Lozano. Este Tratado fue llevado a cabo por los Ministros de Relaciones Exteriores: Alberto Salomón, en representación del Perú, y Fabio Lozano, en representación de Colombia. Colombia adquirió una salida al Amazonas y Perú se hizo acreedor de una frontera hacia la margen derecha del río Putumayo. Posteriormente, el acuerdo se envió a los congresos de cada país para su ratificación. En Colombia, el Tratado fue aprobado en 1925, pero en Perú hubo una serie de controversias y sólo se ratificó hasta 1928. La demora en la ratificación del Tratado se dio porque no fue bien acogido por diversas personas que consideraron que lesionaba sus intereses económicos, llevando a una guerra entre Colombia y Perú entre 1932 y 1933.
Cada 12 de julio se conmemora el conflicto de La Pedrera en la ciudad de Iquitos, Perú.